# Lawrence Dobkin

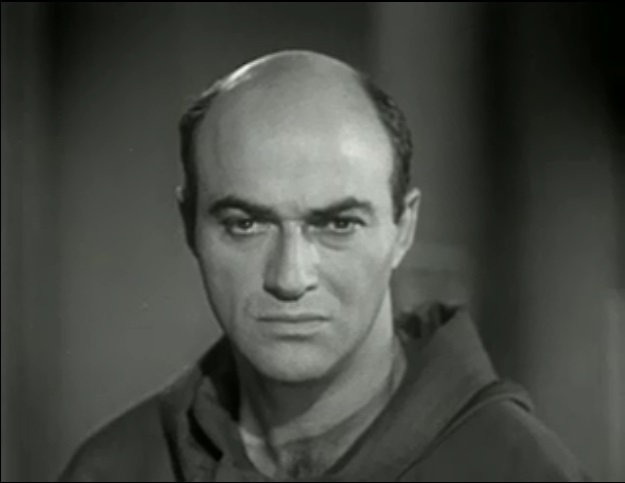
Lawrence Dobkin, 1957

Lawrence „Larry“ Dobkin (* 16. September 1919 in New York; † 28. Oktober 2002 in Los Angeles) war ein US-amerikanischer Schauspieler, Filmregisseur, Filmproduzent und Drehbuchautor. Dobkin trat als Schauspieler für rund 220 Film- und Fernsehproduktionen vor die Kamera, führte aber auch Regie an über 80 verschiedenen Fernsehserien und einem Kinofilm.

## Leben
Dobkin war ein populärer Sprecher in Radio-Hörspielen der 1940er, -50er und -60er Jahre und machte sich einen Namen als Stimme des Taxifahrers Louie in der langlebigen Hörspielreihe The Saint. Ab 1949 übernahm er regelmäßig zumeist kleinere Nebenrollen in Kinofilmen, wo er in verschiedenen Produktionen unter anderem als Arzt, Anwalt und Psychiater auftauchte. Jedoch blieb er bis zu seinem Lebensende dem Einsprechen treu, so als Erzählstimme bei Filmen und bei der Synchronisation von Videospielen. Größere Rollen übernahm er im Fernsehen, wo er häufig auf Bösewichte besetzt wurde. Für seine schauspielerische Leistung in einem Fernsehfilm des CBS Playhouse wurde er 1968 für einen Emmy in der Kategorie Bester Nebendarsteller nominiert.
Ab Mitte der 1960er-Jahre konzentrierte er sich auf die Arbeit hinter der Kamera und führte bei über 80 verschiedenen Fernsehserien Regie. 1972 übernahm er die Regie bei seinem ersten und einzigen Kinofilm, dem Filmdrama Sixteen mit Mercedes McCambridge in einer der Hauptrollen. Dobkin arbeitete bis Mitte der 1980er-Jahre regelmäßig als Regisseur an Fernsehserien, so inszenierte er 16 Folgen der Familienserie Die Waltons. Seltener arbeitete er auch in Funktionen als Drehbuchautor oder Produzent als Serien mit.
Parallel zu seinen Tätigkeiten hinter der Kamera gab Dobkin die Schauspielerei nie ganz auf. Im Alter arbeitete er wieder verstärkt als Schauspieler; so übernahm er noch bis ins neue Jahrtausend verschiedene Gastauftritte in Fernsehserien wie Raumschiff Enterprise – Das nächste Jahrhundert, Für alle Fälle Amy und NYPD Blue. Insgesamt umfasst sein filmisches Schaffen als Schauspieler zwischen 1946 und 2001 mehr als 220 Film- und Fernsehproduktionen.
Im Oktober 2002 erlag er einem Herzversagen. Dobkin war zweimal verheiratet – zunächst mit Kollegin Joanna Barnes, ab 1970 mit Anne Collings, mit der er drei Kinder hatte.

## Filmografie (Auswahl)

### Als Schauspieler
- 1946: Die besten Jahre unseres Lebens (The Best Years of Our Lives)
- 1949: Verführt (Not Wanted)
- 1949: Der Kommandeur (Twelve O’Clock High)
- 1949: Opfer der Unterwelt (D.O.A.)
- 1950: Frau am Abgrund (Whirlpool)
- 1950: Lügende Lippen (Never Fear)
- 1950: Revolverlady (Frenchie)
- 1951: The Living Christ Series (Miniserie, 8 Folgen)
- 1951: People Will Talk
- 1951: Die Spur führt zum Hafen (The Mob)
- 1951: Der Tag, an dem die Erde stillstand (The Day the Earth Stood Still)
- 1952: Die Feuerspringer von Montana (Red Skies of Montana)
- 1952: Ein Baby kommt selten allein (The First Time)
- 1952: Der Fall Cicero (5 Fingers)
- 1952: Die Maske runter (Deadline – U.S.A.)
- 1952: Hyänen der Unterwelt (Loan Shark)
- 1952: Kurier nach Triest (Diplomatic Courier)
- 1952: Die letzte Entscheidung (Above and Beyond)
- 1953: Julius Caesar
- 1953: Eine Leiche auf Rezept (Remains to Be Seen)
- 1953–1955: Space Patrol (Fernsehserie, 7 Folgen)
- 1953–1956: I Love Lucy (Fernsehserie, 3 Folgen)
- 1954: Formicula (Them!)
- 1954: Das lange Warten (The Long Wait)
- 1954: Der silberne Kelch (The Silver Chalice)
- 1954: Day of Triumph
- 1955: Die Hölle von Dien Bien Phu (Jump into Hell)
- 1955: Schakale der Unterwelt (Illegal)
- 1956: Blutige Hände (The Killer Is Loose)
- 1956: Ich heirate meine Frau (That Certain Feeling)
- 1956: Die zehn Gebote (The Ten Commandments)
- 1956–1960: Rauchende Colts (Gunsmoke, Fernsehserie, 3 Folgen)
- 1957: Sheriff Brown räumt auf (The Badge of Marshal Brennan)
- 1957: Dein Schicksal in meiner Hand (Sweet Smell of Success)
- 1957: Terror in Portland City (Portland Exposé)
- 1957: Die Plünderer von Texas (Raiders of Old California)
- 1957/1959: Dezernat M (M Squad, Fernsehserie, 2 Folgen)
- 1957–1962: Have Gun – Will Travel (Fernsehserie, 3 Folgen)
- 1958: Flucht in Ketten (The Defiant Ones)
- 1958: Mickey Spillane’s Mike Hammer (Fernsehserie, 2 Folgen)
- 1958: Der Tod reitet mit (Wild Heritage)
- 1958–1962: Westlich von Santa Fé (Westlich von Santa Fe, Fernsehserie, 4 Folgen)
- 1958–1964: 77 Sunset Strip (Fernsehserie, 3 Folgen)
- 1959: Der unsichtbare Dritte (North by Northwest)
- 1959: Der große Schwindler (The Big Operator)
- 1959: Kein Fall für FBI (The Detectives Starring Robert Taylor, Fernsehserie, 1 Folge)
- 1959: Jazz-Ekstase (The Gene Krupa Story)
- 1959–1960: Die Unbestechlichen (The Untouchables, Fernsehserie, 3 Folgen)
- 1960: Cheyenne (Fernsehserie, 1 Folge)
- 1960: Perry Mason (Fernsehserie, 1 Folge)
- 1960: Bronco (Fernsehserie, 1 Folge)
- 1960–1963: Gnadenlose Stadt (Naked City, Fernsehserie, 99 Folgen)
- 1961: Hawaiian Eye (Fernsehserie, 2 Folgen)
- 1961/1965: Tausend Meilen Staub (Rawhide, Fernsehserie, 2 Folgen)
- 1962: Das letzte Kommando (Geronimo)
- 1962: Das Kabinett des Dr. Caligari (The Cabinet of Caligari)
- 1966: Johnny Yuma
- 1968: Big Valley (The Big Valley, Fernsehserie, 1 Folge)
- 1970: Patton – Rebell in Uniform (Patton)
- 1970: Im Netz der Abwehr (Underground)
- 1971: Kobra, übernehmen Sie (Mission: Impossible, Fernsehserie, 1 Folge)
- 1972: Die Straßen von San Francisco (The Streets of San Francisco, Fernsehserie, 1 Folge)
- 1974: FBI (The F.B.I., Fernsehserie, 1 Folge)
- 1974: Der Mitternachtsmann (The Midnight Man)
- 1974: Die Waltons (The Waltons, Fernsehserie, 1 Folge)
- 1979: Hawaii Fünf-Null (Hawaii Five-O, Fernsehserie, 1 Folge)
- 1982: Die Zeitreisenden (Voyagers!, Fernsehserie, 1 Folge)
- 1982: Knight Rider (Fernsehserie, 1 Folge)
- 1986–1987: MacGyver (Fernsehserie, 2 Folgen)
- 1987: Agentin mit Herz (Scarecrow and Mrs. King, Fernsehserie, 1 Folge)
- 1989: Feuersturm und Asche (undefined, Miniserie, 1 Folge)
- 1990–1994: L.A. Law – Staranwälte, Tricks, Prozesse (L.A. Law, Fernsehserie, 6 Folgen)
- 1991: Matlock (Fernsehserie, 1 Folge)
- 1991: Raumschiff Enterprise – Das nächste Jahrhundert (Star Trek: The Next Generation, Fernsehserie, 1 Folge)
- 1991: Beastmaster II – Der Zeitspringer (Beastmaster 2: Through the Portal of Time)
- 1994: Visitors – Besucher aus einer anderen Welt (Roswell, Fernsehfilm)
- 1994–1998: Melrose Place (Fernsehserie, 5 Folgen)
- 1997: Profiler (Fernsehserie, 1 Folge)
- 1998: Practice – Die Anwälte (The Practice, Fernsehserie, 1 Folge)
- 2001: New York Cops – NYPD Blue (NYPD Blue, Fernsehserie, 1 Folge)
- 2001: Für alle Fälle Amy (Judging Amy, Fernsehserie, 1 Folge)
- 2001: Popular (Fernsehserie, 1 Folge)

### Als Regisseur
- 1962: Westlich von Santa Fé (The Rifleman, Fernsehserie, 5 Folgen)
- 1964: The Munsters (Fernsehserie, 4 Folgen)
- 1966: Raumschiff Enterprise (Star Trek, Fernsehserie, 1 Folge)
- 1972: Sixteen (Kinofilm)
- 1972: Notruf California (Emergency!, Fernsehserie, 6 Folgen)
- 1973–1974: Barnaby Jones (Fernsehserie, 5 Folgen)
- 1973–1976: Cannon (Fernsehserie, 9 Folgen)
- 1975–1976: Abenteuer der Landstraße (Movin’ On, Fernsehserie, 4 Folgen)
- 1976–1981: Die Waltons (The Waltons, Fernsehserie, 16 Folgen)
- 1978: Dallas (Fernsehserie, 2 Folgen)
- 1979: Drei Engel für Charlie (Charlie’s Angels, Fernsehserie, 2 Folgen)